# ジェフリー・キャプラン

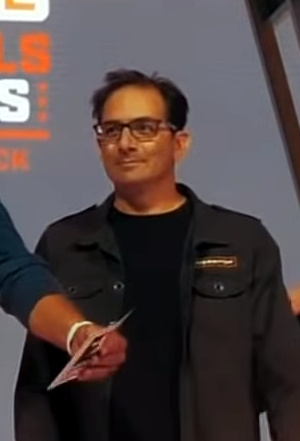

ジェフリー・キャプラン （Jeffrey Kaplan, 1972年11月4日 - ) はアメリカ合衆国のゲーム会社ブリザード・エンターテイメントの副社長（ヴァイスプレジデント）で、同社の作品『オーバーウォッチ』のゲームディレクター。通称ジェフ・キャプラン (Jeff Kaplan、ジェフ・カプランと表記されることもある)、別名Tigole。
2021年4月に同社を退職した。

## 概要
17歳の頃に日本の三重県の磯山に3ヶ月ほど留学していたことがあり、その時にファミコンやゲームボーイに触れたことからコンピュータゲームに関わるようになった。
キャプランがブリザードエンターテイメントに雇用されたのは、『エバークエスト』のギルド「レガシーオブスティール」のリーダーという実績から 。そのギルドは以前はロブ・パルドー(ブリザードエンターテイメントの他のゲームデザイナー）によって運営されていた。キャプランはこのクランで1プレイヤーとして様々な意見を発しており、ブリザードによって『ワールドオブウォークラフト』のデザインに貢献できると判断されたためである。
ジェフ・キャプランは『ウォークラフトIII』の開発終了に向けた2002年の3月にブリザードに入社し、広範囲に渡ってテストを行った。 カプランはクリス・メッゼンやパット・ナグルと緊密な連携を取りながら『ワールドオブウォークラフト』にてワールドデザイン(クエスト、屋外、 ダンジョン、 レイドなど） の責任者となった 。 キャプランは2009年の2月にブリザードでの『ワールドオブウォークラフト』のディレクターの役職から降りたと表明した 。
 その後はブリザードの未発表MMORPG・コードネーム『タイタン』を制作していた 。プロジェクト・タイタンの中止後は『オーバーウォッチ』のゲームディレクターになった。
また、ブリザードのファンの間ではドライなユーモアで知られている。

## 作品
- ウォークラフトIII（2002年）
- World of Warcraft（2004年）
- タイタン（仮称・開発中止）
- オーバーウォッチ（2016年）
- オーバーウォッチ2（2022年）